# 安田不動産
安田不動産株式会社（やすだふどうさん）は、東京都千代田区に本社を置く、日本の不動産会社。安田保善社の残余不動産を現物出資し、その第二会社として1950年に永楽不動産という社名で発足した。1970年には創立20周年を迎え、安田不動産へ改称している。同じ旧安田財閥系の不動産会社には東京建物もあるが、東京建物は安田善次郎自らが設立した不動産会社であるのに対し、安田不動産は旧安田財閥の残余資産からスタートしている点が大きく異なる。

## トピックス
2003年、築30年の5階建てビルをリノベーションした「ループ虎の門」で、テナントが自由に空間を造り込むことを奨励しながら原状回復不要、敷金・礼金・管理費・更新料も不要で、次の入居者にバトンタッチして循環していくというコンセプト「ROOP」を開始した。これにより、2003年グッドデザイン賞・日本不動産学会業績賞を受賞。

## 沿革
- 1950年 ‐ 永楽不動産株式会社設立。
- 1951年 ‐ 不動産売買仲介業務開始。
- 1952年 ‐ 宅地建物取引業者登録。
- 1965年 ‐ 不動産鑑定業者登録。
- 1970年 ‐ 商号を安田不動産株式会社に変更。
- 2001年 ‐ 東京リアルティ・インベストメント・マネジメントに出資し､J-REIT（日本プライムリアルティ投資法人）への取組開始。
- 2002年 ‐ マンション管理業登録。
- 2008年 ‐ キャピタルマークタワーがグッドデザイン賞を受賞[5][6]。
- 2009年 ‐ ビューライド綾瀬がグッドデザイン賞を受賞[7][8]。

## 関連会社
- 安田開発株式会社
- 安田不動産パーキング株式会社
- 安田ファシリティワークス株式会社
- 安田不動産投資顧問株式会社 - 私募リート「安田不動産プライベートリート投資法人」を運用

## テレビ番組
- 日経スペシャル ガイアの夜明け 空室あり TOKYO（2003年5月20日、テレビ東京）[2]。